# Moskvitch G4
El Moskvitch G4 fue un automóvil deportivo manufacturado por Moskvitch en 1963. Usaba el mismo motor que el Moskvitch 403, solo que adaptado con carburadores Weber que le daban 81 bhp (60 kW) de potencia, la cual fue incrementada a 92 bhp (69 kW) al instalarse el motor del Moskvitch 412 en lugar del anterior. Tenía suspensión independiente tanto frontal como trasera y tuvo mucho éxito en varias carreras de la URSS.
- Datos: Q952628